# Sandro Boccardi
Sandro Boccardi (Villanova del Sillaro, 5 marzo 1932 – Milano, 25 giugno 2023) è stato un poeta, musicologo e curatore editoriale italiano.

## Biografia
Visse e lavorò a Milano. Dopo l'adesione alla Linea Lombarda di Luciano Anceschi, pubblicò A dispetto delle sentinelle (Varese, 1963), La città (Scheiwiller, Milano, 1965) con una lettera di Carlo Bo e disegni di Aligi Sassu, Durezze e ligature (1967), Ricercari (1973), Le tempora (1978), Sonetti per gioco e rancore (2006), À l'heure des cendres (Parigi, 2008). Figura nell'antologia 80 poeti contemporanei. Omaggio a Luciano Erba per i suoi 80 anni a cura di Silvio Ramat (Novara, 2003). 
Intensa anche la sua attività editoriale. Boccardi diresse per la Galleria Trentadue la collana "Il Bicordo" pubblicando fra l'altro la prima raccolta I cart di Franco Loi. Curò l'antologia Com'api armoniose - 25 poesie sulle api (Lerici, 2008). 
Fu musicologo e organizzatore di concerti e, come tale, fondò e curò per trent'anni, dal 1976, la rassegna Musica e Poesia a San Maurizio del Comune di Milano; promosse la costruzione dell'organo Ahrend nella Basilica di San Simpliciano e l'esecuzione integrale decennale (1994-2004) delle 'Cantate di Bach in collaborazione con la "Società del quartetto di Milano".